# Griselinia littoralis
Espèce
Griselinia littoralis est une espèce de plantes à fleurs de la famille des Griseliniaceae. Elle est communément appelée kapuka, New Zealand broadleaf ou pāpāuma. C'est un arbuste ou un petit arbre à croissance rapide de taille petite à moyenne à feuilles persistantes. Cette espèce est native de la Nouvelle-Zélande.

## Description
Griselinia littoralis est un arbuste ou un petit arbre rustique à feuilles persistantes qui peut atteindre 10 m ou plus de 15 m de haut. Griselinia littoralis a une forme ronde et un feuillage dense. Il possède des branches courtes et rugueuses qui peuvent atteindre 150 cm de diamètre. Les feuilles jaune-vert sont épaisses et leurs largeurs peuvent être de 5-12 cm de long sur 4-5 cm de large. La forme de la feuille apicale est large-ovale à ovale-oblongue ou arrondie avec une marge lisse. Les feuilles sont alternes, coriaces, jaune-vert brillant et de 6-14 cm de long, ovales avec une marge lisse.

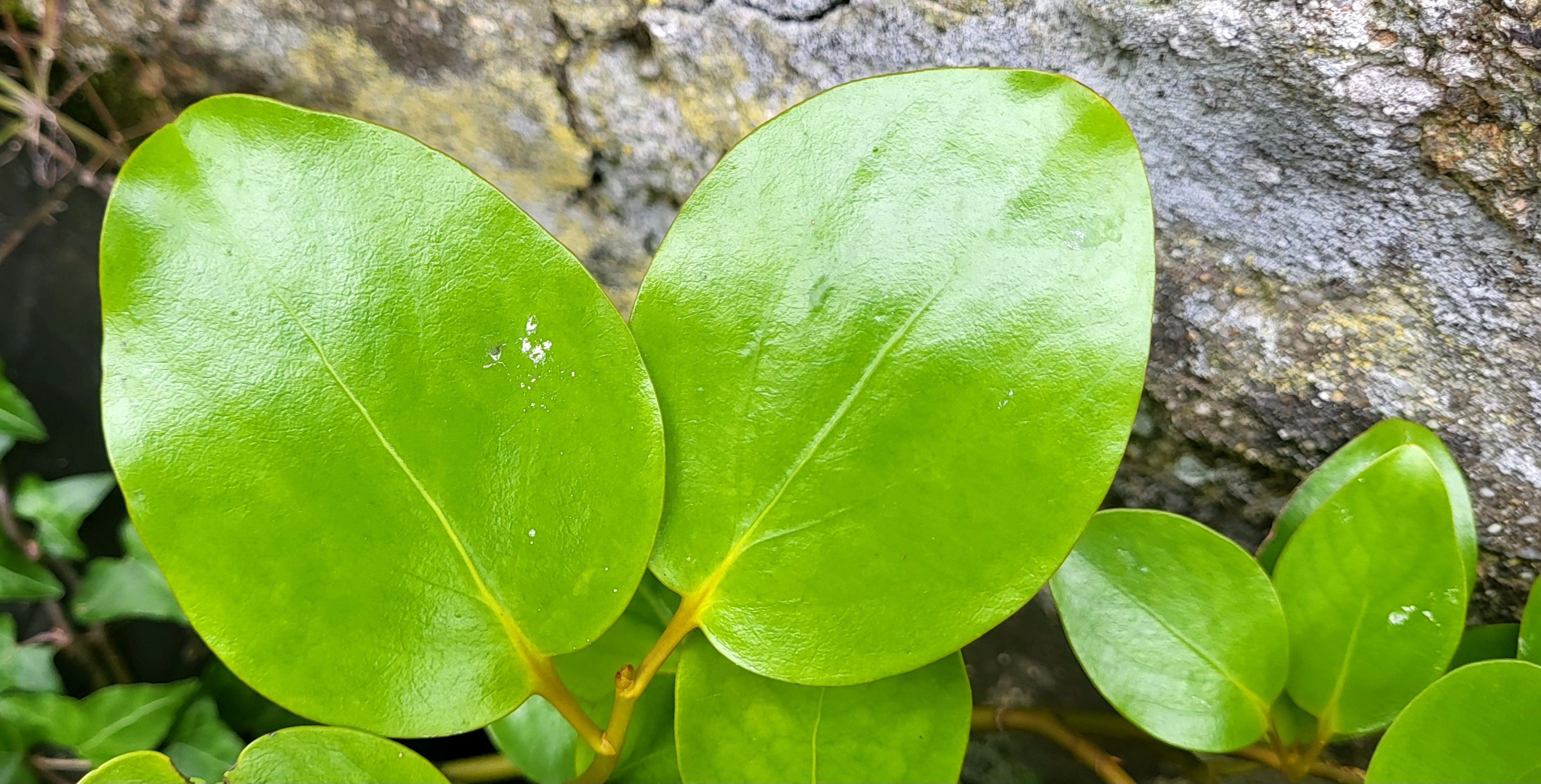
Légère dyssimétrie visible à la base des feuilles.

Les feuilles sont souvent brillantes sur le dessus et mat sur le dessous. Elles ont un côté qui peut être un peu plus long que l'autre côté, c'est l'un des caractères typiques. Les fleurs verdâtres sont portées par les rameaux minces et sont assez petites, elles poussent toujours de la fin du printemps au milieu de l'été. Les panicules sont également petites. Les fleurs pistillées possèdent cinq pétales. Les baies pourpres foncées ou noires peuvent mesurer de 6 à 7 mm de long et apparaissent au milieu de l'été, mûrissant de l'automne à l'hiver.

## Répartition mondiale naturelle
Griselinia littoralis est originaire de Nouvelle-Zélande, mais s'est également implantée dans d'autres régions du monde. Elle est largement cultivée en Nouvelle-Zélande et dans d'autres régions au climat océanique doux, comme la côte sud de la Grande-Bretagne et les îles Féroé où elle est appréciée pour sa tolérance au sel transporté par les coups de mer.
L'épithète latine épithète spécifique littoralis signifie "qui pousse au bord de la mer" et dans son pays d'origine, la Nouvelle-Zélande, on le trouve en grand nombre dans les zones côtières. Il est souvent cultivé comme écran pour résister au vent ou à d'autres situations extrêmes.

## Répartition en Nouvelle-Zélande
Griselinia littoralis se trouve dans toute la Nouvelle-Zélande, du niveau de la mer jusqu'à 900 m d'altitude, et s'étend de l'extrême nord jusqu'à l'île Stewart. On la trouve le plus souvent dans les zones côtières, car c'est une plante rustique. Cette plante est une plante indigène en Nouvelle-Zélande. On la trouve partout en Nouvelle-Zélande, des basses terres aux hautes collines, en passant par les forêts et les terres arbustives. On la trouve en plus grande quantité dans l'île du Sud que dans l'île du Nord. Dans l'île du Nord, elle pousse toujours à une altitude plus élevée que dans l'île du Sud.

## Habitat
Griselinia littoralis est originaire de Nouvelle-Zélande et se trouve dans tout le pays, en particulier dans les zones côtières exposées car il s'agit d'une plante rustique qui tolère la brise de mer et l'exposition au vent Griselinia littoralis peut survivre à une gamme d'habitats et de conditions extérieures, mais préfère les conditions et les habitats particuliers suivants.
Griselinia littoralis préfère un sol libre et drainant, de type légèrement limoneux. Cette espèce tolère des températures jusqu'à environ −10 C° et des températures chaudes jusqu'à 35 C°. Griselinia littoralis a besoin de plein soleil ou de zones semi-ombragées pour se développer et survivra avec très peu de nutriments comme la plupart des plantes indigènes de Nouvelle-Zélande, mais se développera dans des zones où il y a des niveaux de nutriments plus élevés. Elle préfère les zones à forte pluviométrie pour une bonne croissance.
Cette plante peut pousser dans de nombreux environnements . Dans les climats humides, cette plante peut être un épiphyte avec des racines profondément enfoncées dans le sol pour absorber l'eau et les nutriments.

## Cycle de vie

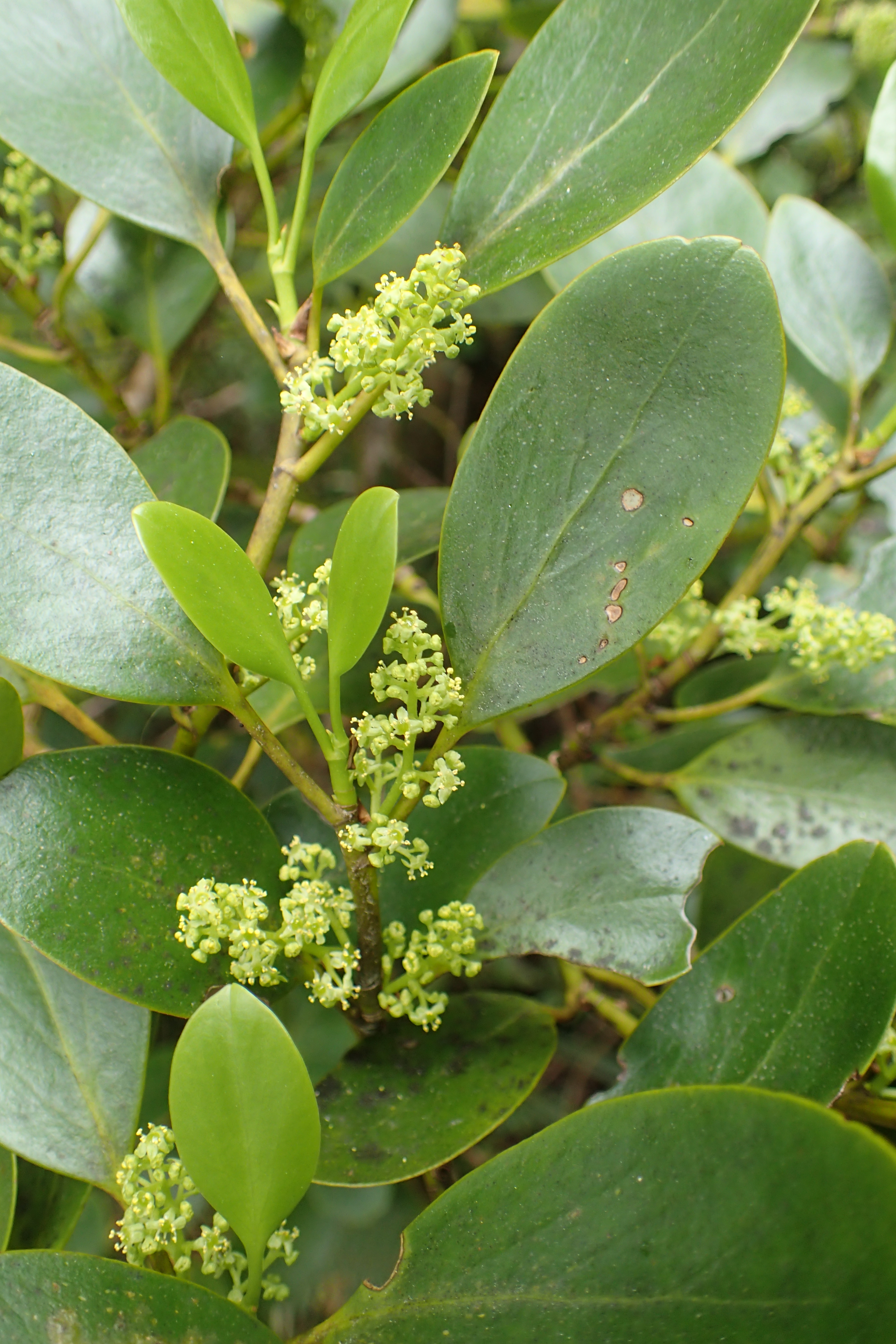
Fleurs de kapuka.

La période de floraison de Griselinia littoralis se situe au printemps, lorsque de petites fleurs jaune verdâtre apparaissent. Les fleurs sont portées par des panicules longues de 2-5 cm, chaque panicule contenant de 50 à 100 fleurs individuelles, chaque fleur mesurant 3-4 mm de diamètre, avec cinq sépales et étamines mais pas de pétales. Après la floraison, de petites baies noirâtres sont formées, à condition que le mâle et la femelle de Griselinia littoralis se trouvent dans la même zone pour que la pollinisation puisse avoir lieu. Les oiseaux sont un vecteur de dissémination des graines dans la zone, ce qui minimise la concurrence entre les mêmes espèces pour l'eau, la lumière du soleil et les nutriments. Ils permettent également à la Griselinia littoralis de s'établir dans de nouvelles zones. La germination des graines se produit lorsque les graines tombent au sol et que la reproduction a lieu. Cette plante a une longue durée de vie, généralement plus de cinquante ans.
Le cycle de croissance d'une forêt comporte trois phases : la phase de vide, la phase de construction et la phase de maturité. Il est possible de distinguer ces trois phases. Le diamètre croît plus rapidement pendant la phase d'écartement et de construction (0,31 cm par an), les feuilles devenant de plus en plus grandes pour absorber la lumière du soleil et réaliser la photosynthèse. Pendant la phase de maturité le diamètre croit (seulement de 0,19 cm par an).
La phase de vide est la période pendant laquelle la colonisation se forme par l'ouverture de la canopée. La phase de construction est la période pendant laquelle les semis atteignent l'étage de la canopée. La phase de maturité est la période pendant laquelle la canopée reste intacte. La hauteur moyenne de croissance de cette plante est de 15 cm par an.
Les fleurs sont portées par les rameaux minces et sont très petites, leur couleur est verte, elles apparaissent toujours de la fin du printemps au milieu de l'été. Les fleurs verdâtres sont de deux types, les fleurs mâles et les fleurs femelles poussent sur des arbres différents. a pollinisation peut s'effectuer par le vent et par les insectes.
Les fruits restent verts jusqu'à ce qu'ils soient prêts à mûrir et tombent de l'arbre au sol. Les baies pourpre foncé ou noires peuvent mesurer 6-7 mm de long et apparaissent au milieu de l'été puis mûrissent de l'automne à l'hiver.

## Utilisation
Griselinia littoralis peut être broutée par des herbivores et des prédateurs tels que les chèvres, les cerfs, les opossums et les insectes. Ces prédateurs broutent les feuilles de cette espèce mais Griselinia littoralis est généralement un arbuste sain et dense qui résiste bien à la recherche de nourriture.
L'écorce de Griselina littoralis était traditionnellement utilisée par les Maoris pour traiter les infections cutanées.
Griselinia littoralis est couramment utilisé comme haie ou écran car c'est un arbuste rustique qui peut être taillé facilement et qui est beau toute l'année avec un minimum d'entretien. Cette plante est une bonne haie côtière qui résiste aux vents, en particulier dans les environnements côtiers difficiles.
En culture au Royaume-Uni, Griselinia littoralis et le cultivar Variegata ont remporté le Award of Garden Merit de la Royal Horticultural Society.

## Systématique
Le nom correct complet (avec auteur) de ce taxon est Griselinia littoralis (Raoul) Raoul.
L'espèce a été initialement classée dans le genre Pukateria sous le basionyme Pukateria littoralis Raoul.
Ce taxon porte en français les noms vernaculaires ou normalisés suivants : fusain anglais, griselinie de Nouvelle-Zélande, griselinie du littoral.
Griselinia littoralis a pour synonymes :
- Griselinia littoralis subsp. variegata J.R.Duncan & V.C.Davies
- Pukateria littoralis Raoul